# صرح زايد المؤسس
صرح زايد المؤسس أنشئ عام 2018 في الذكرى المئوية لميلاد زايد بن سلطان آل نهيان، وتم افتتاحه في 26 فبراير 2018. يقع الصرح على امتداد شارع الكورنيش عند تقاطع الشارعين الأول والثاني في أبوظبي، يمتد على مساحة 3.3 هكتارات. وأنشئ الصرح ضمن مبادرة عام زايد وافتتحه محمد بن زايد آل نهيان.

## فكرة المعلم
أُنشئ صرح زايد المؤسس ليكون تكريماً وطنياً دائماً للشيخ زايد بن سلطان آل نهيان، واحتفاء بالإرث المُلهم والقيم النبيلة لمؤسس دولة الإمارات العربية المتحدة.
حيث يتيح للزوار فرصة التعرف بشكل أعمق على الوالد المؤسس، وذلك من خلال عمل فني مُبتكر، ومساحات خضراء فسيحة، ومركز لخدمات الزوار يضم صوراً وقصصاً عنه. كما يحتوي على مجموعة من التجارب التفاعلية للتعرف أكثر على أثره الطيب على مستوى الدولة والعالم.
يضم الصرح مركز الزوار، حيث تتاح فرصة اختبار تجارب تعتمد على الوسائط المتعددة وتُلقي الضوء على حياة وإرث وقيم الشيخ زايد من خلال صور أرشيفية نادرة وقصص شخصية يقصها أشخاص جمعتهم به معرفة شخصية كما يضم بعض التسجيلات الصوتية بصوت الشيخ زايد نفسه. كما سيتيح للزوار أن يعيشوا مجموعة من التجارب الحسية الغامرة، سواء من خلال فرصة الاستماع إلى تسجيلات نادرة
للشيخ زايد، أو تأمل كلماته، أو استكشاف القضايا التي أيدها ودافع عنها.

## محتوى صرح زايد المؤسس
احتفاء بحب الشيخ زايد للطبيعة، والتزامه بالمحافظة على البيئة المحلية، يضم صرح زايد المؤسس العديد من الأشجار والشتلات والنباتات التي تنتمي إلى بيئة الإمارات وشبه الجزيرة العربية. ففي «حديقة النباتات التراثية»، ستتاح الفرصة أمام الزوار للتعرف على النباتات التي استخدمها الأهالي على مر القرون لخصائصها الطبية وأهميتها العلاجية والدوائية، بما في ذلك القطن الصحراوي، والحناء، وشجر الأراك، والأعشاب القلوية، ونباتات الغلثى والحرمل.
في حين تضم «الروضة»، والتي تحيط بالعمل الفني «الثريا»، أشجار الغاف والسدر التي توفر أجواءً من الراحة والهدوء تبعث على التأمل تحت ظلالها الوارفة، وتنتشر في أنحاء «صرح زايد المؤسس» مجموعة مختلفة من أنواع الأشجار الأخرى، بما في ذلك أشجار النخيل والفتنة والسَمر.
وبالقرب من «الروضة»، يوجد تصميم معاصر لأنظمة الري بالأفلاج التي كان يستخدمها سكان شبه الجزيرة العربية في الزراعة، والتي طوّرها لاحقاً الشيخ زايد بن سلطان آل نهيان.
ويرتفع «الممشى» فوق الحديقة المفتوحة متيحاً للزوار إطلالات خلابة على العمل الفني وأفق مدينة أبوظبي الغني بالمعالم البارزة. كما يضم أقوالاً للشيخ زايد مليئة بالحكمة تُلهم الأجيال الإماراتية القادمة، وتشكل بوصلة تُرشدهم نحو مواصلة نهج التطور والتقدّم.

## الثريا
يتوسط صرح زايد المؤسس «الثريا»، وهي عمل فني مُبتكر. حيث يتميز هذا العمل الثلاثي الأبعاد بطابع ديناميكي يُظهر ملامح الشيخ زايد من عدة زوايا حول الصرح ومن نقاط المشاهدة المخصصة أيضاً. وخلال الليل، تتلألأ الأشكال الهندسية بشكل يحاكي نجوم السماء التي ما تزال تشع نوراً من على بعد آلاف السنين الضوئية وتُرشدنا إلى الطريق الصحيح.
كل زيارة إلى صرح زايد المؤسس هي بمثابة تجربة غامرة جديدة، إذ ستختبر مجموعة من التجارب الشخصية التفاعلية مع شخصية الشيخ زايد، الإنسان والقائد، وستكتشف إرثه المُلهم ورؤيته القيادية.
تم تدشين صرح زايد المؤسس في 26 فبراير من خلال الكشف عن العمل الفني الذي يتوسط الصرح «الثريا»، وجاء ذلك بالتزامن مع إعلان الشيخ خليفة بن زايد آل نهيان رئيس الدولة 2018  «عام زايد» وذلك بمناسبة مرور 100 عامٍ على مولد الأب المؤسس.

## الجولات الثقافية
تتوفر لدى الصرح جولات مجانية بصحبة أخصائي جولات ثقافية إماراتي يصطحب الزوار في جولة في أرجاء صرح زايد المؤسس، حيث سيتسنى لهم فرصة التعرف بشكل أعمق على رؤية وقيم الشيخ زايد بن سلطان، والعمل الفني المبتكر «الثريا» بالإضافة إلى المساحات الخضراء والحديقة التراثية. تستغرق الجولة حوالي 30 دقيقةً.

## اللغات المتاحة للجولات وساعات العمل
الجولات متاحة باللغتين العربية والإنجليزية. وتبدأ من الساعة 9 صباحاً إلى 10 مساءً.